# Pedro Costa (calciatore)
Pedro Miguel de Castro Brandão Costa, noto semplicemente come Pedro Costa (Arouca, 21 novembre 1981), è un ex calciatore portoghese, di ruolo terzino destro.

## Caratteristiche tecniche
Giocava come terzino destro.

## Carriera

### Club
Nato ad Arouca, cresce calcisticamente nella squadra locale, prima di trasferirsi a 15 anni al Boavista, con cui entra in prima squadra nel 2000. Per le stagioni 2000-2001 e 2001-2002 gioca rispettivamente al Gondomar e al Famalicão.
Nel 2002 è aggregato al Braga B ed esordisce in prima squadra il 26 aprile 2003 nella sfida casalinga persa 1-3 contro il Benfica. Col Braga totalizza 37 presenze in cinque anni, prima di trasferirsi nel 2007 all'Académica, giocando sia come centrale che da terzino. Nella stagione 2008-2009 riesce a disputare 22 partite e la squadra si classifica settima. Rimane col club di Coimbra fino al giugno 2011, quando riveste la maglia della squadra della sua città natale, l'Arouca, in seconda divisione.
Nel 2012 ritorna al Boavista con cui disputa tre stagioni consecutive fino 2015, quando si ritira dal calcio giocato a quasi 34 anni.

### Nazionale
Ha giocato nelle nazionali giovanili portoghesi Under-16, Under-17, Under-18, Under-19 ed Under-20.